# أندي ارتشر
أندي ارتشر (بالإنجليزية: Andy Archer)‏ هو مقدم برامج إذاعية بريطاني، ولد في 22 يناير 1946.